# D.J. Dozier
William Henry Dozier Jr., detto D.J. (Norfolk, 4 giugno 1964), è un ex giocatore di football americano e giocatore di baseball statunitense che ha militato nel ruolo di running back nella National Football League (NFL) e in quello di esterno nella Major League Baseball (MLB).

## Carriera nel football
Al college Dozier giocò a football a Penn State, con cui nel 1986 vinse il campionato NCAA e fu premiato come All-American. Fu scelto dai Minnesota Vikings nel corso del primo giro (quattordicesimo assoluto) nel Draft NFL 1987. Vi giocò fino al 1990, segnando un massimo in carriera di 5 touchdown nella sua stagione da rookie. Nel 1991 disputò un'ultima stagione nella NFL con i Detroit Lions in cui mantenne una media di 5,3 yard per corsa.